# Berlin (televíziós sorozat, 2023)
A Berlin 2023-as spanyol drámasorozat, amelyet Álex Pina és Esther Martínez Lobato alkotott, A nagy pénzrablás című sorozat spin-offja. A főbb szerepekben Pedro Alonso, Tristán Ulloa, Michelle Jenner, Begoña Vargas és Julio Peña Fernández látható.
Spanyolországban és Magyarországon 2023. december 29-én mutatta be a Netflix.

## Ismertető
Berlin rablói pályafutása egyik legkülönlegesebb rablását készíti elő: 44 millió euró értékű ékszereket lop el, mintha csak egy illuzionista mutatvány lenne. Ehhez segítségül hívja annak a három bandának az egyikét, amellyel életében rabolt, és amelyet Keila, Damián, Cameron, Bruce  és Roi alkot.

## Szereplők

### Főszereplők
| Szereplők                    | Színész                | Magyar hang    |
| ---------------------------- | ---------------------- | -------------- |
| Andrés de Fonollosa / Berlin | Pedro Alonso           | Kálid Artúr    |
| Camille                      | Samantha Siqueiros     | Mikecz Estilla |
| Damián                       | Tristán Ulloa          | Görög László   |
| Keila                        | Michelle Jenner        | Sodró Eliza    |
| Cameron                      | Begoña Vargas          | Kanyó Kata     |
| Roi                          | Julio Peña Fernández   | Kuttner Bálint |
| Bruce                        | Joel Sánchez           | Novkov Máté    |
| Susi                         | Maria Isabel Rodríguez | Tompos Kátya   |

### Mellékszereplők
| Szereplők            | Színész      | Magyar hang     |
| -------------------- | ------------ | --------------- |
| Raquel Murillo       | Itziar Ituño | Bánfalvi Eszter |
| Alicia Sierra Montes | Najwa Nimri  | Ruttkay Laura   |

### Magyar változat
- Magyar szöveg: Jeszenszky Márton
- Hangmérnök: Csomár Zoltán
- Vágó: Kajdácsi Brigitta
- Gyártásvezető: Gelencsér Adrienne
- Szinkronrendező: Báthory Orsolya
- Produkciós vezető: Kónya Andrea

A szinkront az Mafilm Audio Kft. készítette.

## Epizódok
| Sor. | Év. | Cím                                                                      | Rendező                                         | Író                                                                                   | Premier            |
| ---- | --- | ------------------------------------------------------------------------ | ----------------------------------------------- | ------------------------------------------------------------------------------------- | ------------------ |
| 1.   | 1.  | Szerelmi energia (The Energy of Love)                                    | Albert Pintó, David Barrocal és Geoffrey Cowper | Álex Pina, Esther Martínez Lobato, David Barrocal és David Oliva                      | 2023. december 29. |
| 2.   | 2.  | Horgony és Farkas (Anchor and Lobo)                                      | Albert Pintó, David Barrocal és Geoffrey Cowper | Álex Pina, Esther Martínez Lobato, David Barrocal és David Oliva                      | 2023. december 29. |
| 3.   | 3.  | A babakártya (Full House of Embryos)                                     | Albert Pintó, David Barrocal és Geoffrey Cowper | Álex Pina, Esther Martínez Lobato, David Barrocal és David Oliva                      | 2023. december 29. |
| 4.   | 4.  | Egy akváriumra való tetoválás (An Aquarium on Your Back)                 | Albert Pintó, David Barrocal és Geoffrey Cowper | Álex Pina, Esther Martínez Lobato, David Barrocal és David Oliva                      | 2023. december 29. |
| 5.   | 5.  | After Love (After Love)                                                  | Albert Pintó, David Barrocal és Geoffrey Cowper | Álex Pina, Esther Martínez Lobato, David Barrocal, David Oliva és Lorena G. Maldonado | 2023. december 29. |
| 6.   | 6.  | A citromok éjszakája (Night of the Lemons)                               | Albert Pintó, David Barrocal és Geoffrey Cowper | Álex Pina, Esther Martínez Lobato, David Barrocal, David Oliva és Lorena G. Maldonado | 2023. december 29. |
| 7.   | 7.  | Az utolsó szűz a nyugati világban (The Last Virgin in the Western World) | Albert Pintó, David Barrocal és Geoffrey Cowper | Álex Pina, Esther Martínez Lobato, David Barrocal, David Oliva és Lorena G. Maldonado | 2023. december 29. |
| 8.   | 8.  | Egy veszélyeztetett elefánt (An Endangered Elephant)                     | Albert Pintó, David Barrocal és Geoffrey Cowper | Álex Pina, Esther Martínez Lobato, David Barrocal, David Oliva és Lorena G. Maldonado | 2023. december 29. |

## A sorozat készítése
2021 novemberének végén, néhány nappal A nagy pénzrablás ötödik részének második kötetének megjelenése előtt a Netflix bejelentette, hogy egy spin-off sorozatot fejleszt, Berlin címmel, amelynek tervezett megjelenése 2023-ra várható, és amelyben Pedro Alonso várhatóan újra betölti az eredeti sorozatból ismert szerepét. A forgatás 2022 októberében kezdődött Párizsban, majd a Madridban folytatódott.